# Žluťásek borůvkový
Žluťásek borůvkový (Colias palaeno) je druh motýla z čeledi běláskovití, který létá od června do srpna.

## Popis

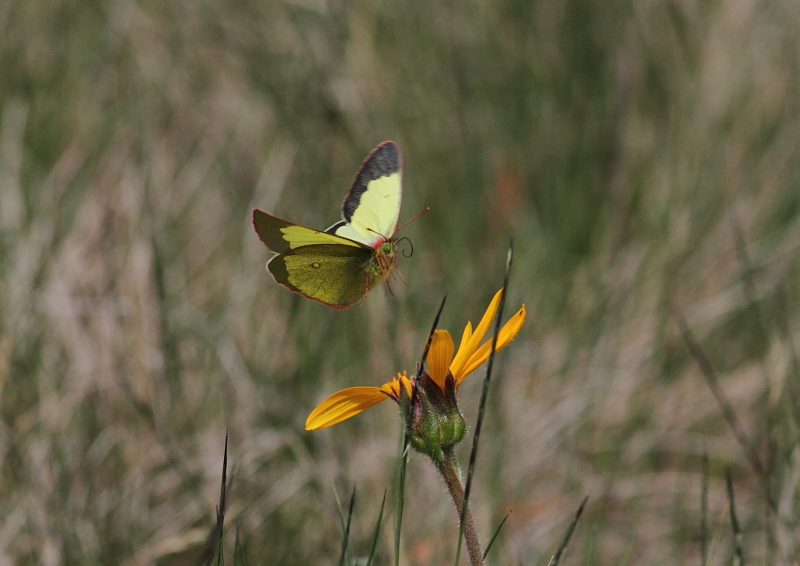
Žluťásek borůvkový v letu

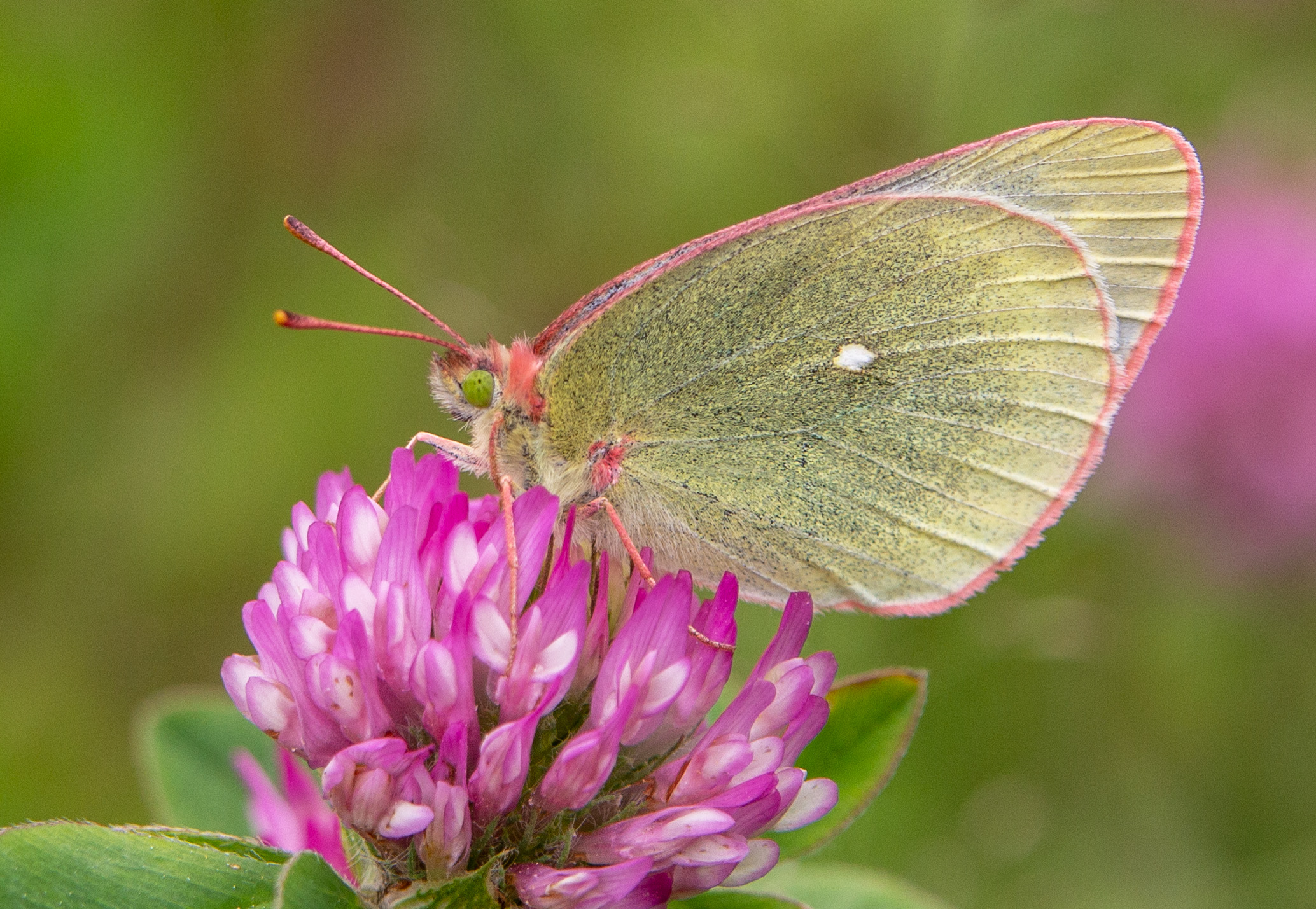
Žluťásek borůvkový na jeteli na Ukrajině

Líc křídel žluťáska borůvkového je světle žlutý, na vnějším okraji ho lemuje černý pruh. Třásně křídel jsou zbarveny do oranžovorůžova. Rub zadních křídel je sytě žlutý, přibližně uprostřed se vyskytuje bílá skvrna, která je hnědě až černě ohraničená. Tato skvrna je důležitým rozlišovacím znakem od našich ostatních žluťásků rodu Colias, protože je vždy jednoduchá, nikoli ve tvaru osmičky. Jiným charakteristickým znakem je podélná bílá skvrna s tenkým černým lemem umístěná pod předním okrajem, na rozdíl od příbuzných druhů žlutásků, které mají celou skvrnu černou. Rozpětí křídel se pohybuje u samečka mezi 46–50 mm, u samičky mezi 50–52 mm.

## Výskyt
Žluťásek borůvkový obývá v nižších polohách rašeliniště a vřesoviště a ve vysokých horách křemičité oblasti - suché až vlhké louky, zejména pás zakrslých křovin. Vyskytuje se od Alp až na východ po Kamčatku a Japonsko, ve střední Evropě je jeho výskyt ostrůvkovitý. V ČR se vyskytuje pouze v Čechách (např. Novohradské hory, Šumava, Krušné hory) a je chráněn zákonem. Vyskytuje se také v Kanadě.

## Vývoj
Housenky se živí výhradně na rostlinách z rodu vlochyně. Samička klade vajíčka zelenožluté barvy převážně na světlem osvícené listy keřů vlochyně, housenka přezimuje přichycená ke spodní straně listu živné rostliny, kde se poté také nachází i kukla.

## Poddruhy

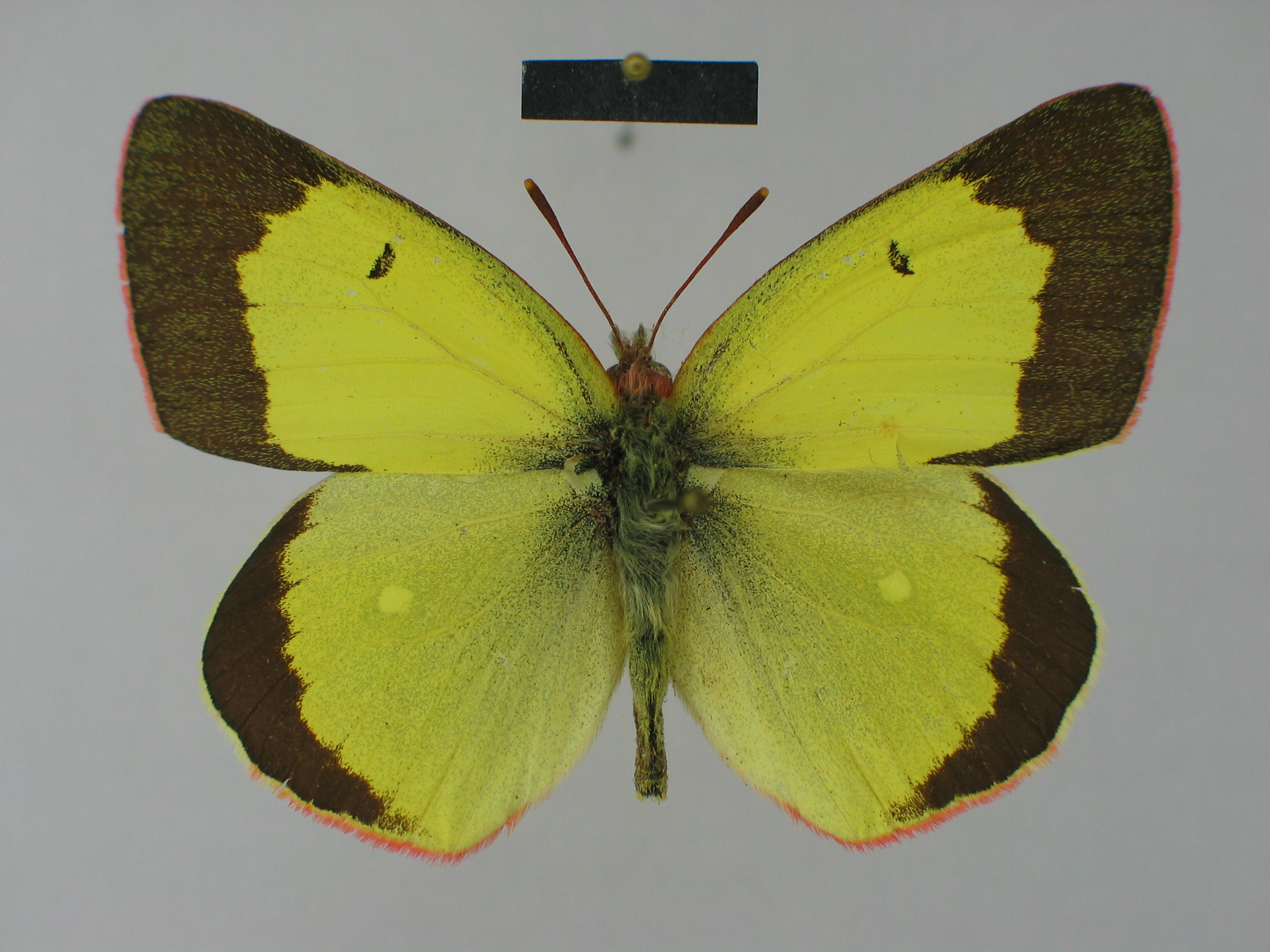
Sameček poddruhu C. p. poktusani

Mezi poddruhy žluťáska borůvkového patří:
- C. p. aias - Švédsko, Norsko, Finsko, Estonsko
- C. p. baffinensis - Severní Amerika
- C. p.  chippewa - Severní Amerika
- C. p. europomene - Belgie, Německo, Slovensko, Rumunsko, Ukrajina
- C. p. europome - Alpy
- C. p. orientalis - Kamčatka
- C. p. palaeno - nominátní poddruh
- C. p. poktusani - Severní Korea
- C. p. sachalinensis - Sachalin
- C. p. synonyma - Švédsko, Dánsko